# Wioślarstwo na Letnich Igrzyskach Olimpijskich 2020 – dwójka podwójna kobiet
Rywalizacja w dwójce powójnej kobiet w wioślarstwie na Letnich Igrzyskach Olimpijskich 2020 rozgrywana była między 23 a 28 lipca na Sea Forest Waterway.
Do zawodów zgłoszonych zostało 13 osad.

## Terminarz
Wszystkie godziny podane są w czasie brazylijskim (UTC+09:00).
| Data          | Godzina     |                 |
| Data          | UTC+09:00   |                 |
| ------------- | ----------- | --------------- |
| 23 lipca 2021 | 11:00       | Eliminacje      |
| 24 lipca 2021 | 09:00       | Repasaże        |
| 25 lipca 2021 | 12:20       | Półfinały       |
| 28 lipca 2021 | 08:30 09:18 | Finał B Finał A |

## Wyniki

### Eliminacje
Do półfinałów A/B awansowały trzy pierwsze osady z każdego biegu. Pozostałe osady wzięły udział w repasażach.
Bieg 1
| Pozycja | Tor | Zawodniczki                                | Reprezentacja     | Czas    | Uwagi |
| ------- | --- | ------------------------------------------ | ----------------- | ------- | ----- |
| 1.      | 3   | Brooke Donoghue Hannah Osborne             | Nowa Zelandia     | 6:53,62 | Q     |
| 2.      | 1   | Kristina Wagner Genevra Stone              | Stany Zjednoczone | 6:55,65 | Q     |
| 3.      | 4   | Hélène Lefebvre Élodie Ravera-Scaramozzino | Francja           | 7:03,78 | Q     |
| 4.      | 2   | Shen Shuangmei Liu Xiaoxin                 | Chiny             | 7:03,78 |       |
| 5.      | 5   | Kristýna Fleissnerová Lenka Antošová       | Czechy            | 7:05,56 |       |

Bieg 2
| Pozycja | Tor | Zawodniczki                                   | Reprezentacja               | Czas    | Uwagi |
| ------- | --- | --------------------------------------------- | --------------------------- | ------- | ----- |
| 1.      | 3   | Nicoleta-Ancuța Bodnar Simona Radiș           | Rumunia                     | 6:49,79 | Q     |
| 2.      | 4   | Gabrielle Smith Jessica Sevick                | Kanada                      | 6:57,69 | Q     |
| 3.      | 1   | Alessandra Patelli Chiara Ondoli              | Włochy                      | 7:03,96 | Q     |
| 4.      | 2   | Jakieterina Pitirimowa Jekaterina Kuroczkkina | Rosyjski Komitet Olimpijski | 7:03,96 |       |

Bieg 3
| Pozycja | Tor | Zawodniczki                          | Reprezentacja | Czas    | Uwagi |
| ------- | --- | ------------------------------------ | ------------- | ------- | ----- |
| 1.      | 4   | Roos de Jong Lisa Scheenaard         | Holandia      | 6:49,90 | Q     |
| 2.      | 3   | Donata Vištartaitė Milda Valčiukaitė | Litwa         | 6:50,38 | Q     |
| 3.      | 1   | Amanda Bateman Tara Rigney           | Australia     | 6:53,30 | Q     |
| 4.      | 2   | Annekatrin Thiele Leonie Menzel      | Niemcy        | 6:59,61 |       |

### Repasaże
Trzy pierwsze osady awansowały do półfinałów A/B. Czwarta osada odpadła z dalszej rywalizacji.
Repasaż
| Pozycja | Tor | Zawodniczki                                   | Reprezentacja               | Czas    | Uwagi |
| ------- | --- | --------------------------------------------- | --------------------------- | ------- | ----- |
| 1.      | 2   | Jakieterina Pitirimowa Jekaterina Kuroczkkina | Rosyjski Komitet Olimpijski | 7:13,77 | Q     |
| 2.      | 4   | Annekatrin Thiele Leonie Menzel               | Niemcy                      | 7:14,92 | Q     |
| 3.      | 1   | Kristýna Fleissnerová Lenka Antošová          | Czechy                      | 7:16,96 | Q     |
| 4.      | 3   | Shen Shuangmei Liu Xiaoxin                    | Chiny                       | 7:21,93 |       |

### Półfinały
Trzy pierwsze osady z każdego z półfinałów awansowały do finału A. Pozostałe osady awansowały do finału B.
Półfinał 1
| Pozycja | Tor | Zawodniczki                                   | Reprezentacja               | Czas    | Uwagi |
| ------- | --- | --------------------------------------------- | --------------------------- | ------- | ----- |
| 1.      | 3   | Nicoleta-Ancuța Bodnar Simona Radiș           | Rumunia                     | 7:04,31 |       |
| 2.      | 4   | Brooke Donoghue Hannah Osborne                | Nowa Zelandia               | 7:09,05 |       |
| 3.      | 2   | Donata Vištartaitė Milda Valčiukaitė          | Litwa                       | 7:11,29 |       |
| 4.      | 5   | Alessandra Patelli Chiara Ondoli              | Włochy                      | 7:19,25 |       |
| 5.      | 6   | Kristýna Fleissnerová Lenka Antošová          | Czechy                      | 7:24,22 |       |
| 6.      | 1   | Jakieterina Pitirimowa Jekaterina Kuroczkkina | Rosyjski Komitet Olimpijski | 7:24,37 |       |

Półfinał 2
| Pozycja | Tor | Zawodnik                                   | Reprezentacja     | Czas    | Uwagi |
| ------- | --- | ------------------------------------------ | ----------------- | ------- | ----- |
| 1.      | 3   | Roos de Jong Lisa Scheenaard               | Holandia          | 7:08,09 |       |
| 2.      | 2   | Gabrielle Smith Jessica Sevick             | Kanada            | 7:09,44 |       |
| 3.      | 4   | Kristina Wagner Genevra Stone              | Stany Zjednoczone | 7:11,14 |       |
| 4.      | 1   | Hélène Lefebvre Élodie Ravera-Scaramozzino | Francja           | 7:12,68 |       |
| 5.      | 5   | Amanda Bateman Tara Rigney                 | Australia         | 7:15,25 |       |
| 6.      | 6   | Annekatrin Thiele Leonie Menzel            | Niemcy            | 7:20,44 |       |

### Finały
Finał B
| Pozycja | Tor | Zawodnik                                      | Reprezentacja               | Czas    | Uwagi |
| ------- | --- | --------------------------------------------- | --------------------------- | ------- | ----- |
| 1.      | 2   | Amanda Bateman Tara Rigney                    | Australia                   | 6:57,71 |       |
| 2.      | 3   | Hélène Lefebvre Élodie Ravera-Scaramozzino    | Francja                     | 6:58,52 |       |
| 3.      | 4   | Alessandra Patelli Chiara Ondoli              | Włochy                      | 6:58,88 |       |
| 4.      | 5   | Kristýna Fleissnerová Lenka Antošová          | Czechy                      | 6:59,19 |       |
| 5.      | 1   | Annekatrin Thiele Leonie Menzel               | Niemcy                      | 7:01,21 |       |
| 6.      | 6   | Jakieterina Pitirimowa Jekaterina Kuroczkkina | Rosyjski Komitet Olimpijski | 7:01,83 |       |

Finał A
| Pozycja | Tor | Zawodnik                             | Reprezentacja     | Czas    | Uwagi |
| ------- | --- | ------------------------------------ | ----------------- | ------- | ----- |
| złoto   | 4   | Nicoleta-Ancuța Bodnar Simona Radiș  | Rumunia           | 6:41,03 |       |
| srebro  | 5   | Brooke Donoghue Hannah Osborne       | Nowa Zelandia     | 6:44,82 |       |
| brąz    | 3   | Roos de Jong Lisa Scheenaard         | Holandia          | 6:45,73 |       |
| 4.      | 1   | Donata Vištartaitė Milda Valčiukaitė | Litwa             | 6:47,44 |       |
| 5.      | 6   | Kristina Wagner Genevra Stone        | Stany Zjednoczone | 6:52,98 |       |
| 6.      | 2   | Gabrielle Smith Jessica Sevick       | Kanada            | 6:53,19 |       |